# (200258) 1999 VF231
(200258) 1999 VF231 es un asteroide perteneciente al cinturón de asteroides, descubierto el 5 de noviembre de 1999 por el equipo del Lincoln Near-Earth Asteroid Research desde el Laboratorio Lincoln, Socorro, Nuevo México, Estados Unidos.

## Designación y nombre
Designado provisionalmente como 1999 VF231.

## Características orbitales
1999 VF231 está situado a una distancia media del Sol de 2,738 ua, pudiendo alejarse hasta 3,386 ua y acercarse hasta 2,089 ua. Su excentricidad es 0,236 y la inclinación orbital 12,73 grados. Emplea 1654,95 días en completar una órbita alrededor del Sol.
Los próximos acercamientos a la órbita de Júpiter se producirán el 28 de octubre de 2079, el 9 de julio de 2138 y el 2 de mayo de 2175.

## Características físicas
La magnitud absoluta de 1999 VF231 es 16,1.